# Micronia falca
Micronia falca är en fjärilsart som beskrevs av Swinhoe. Micronia falca ingår i släktet Micronia och familjen Uraniidae. Inga underarter finns listade i Catalogue of Life.